# Équation de Stephen H. Dole
Ne doit pas être confondu avec Équation de Drake.
L'équation de Stephen H. Dole permet d'évaluer le nombre probable de planètes habitables par l'homme dans la Voie lactée. Celui-ci est estimé par l'auteur à environ 35 millions.
Stephen H. Dole la décrit en 1964 dans son ouvrage Habitable Planets for Man, trois ans après que Frank Drake a suggéré la célèbre équation qui porte son nom et avec laquelle elle partage la même structure mathématique.

## L'équation
L'équation de Dole exprime ce nombre comme un produit de 10 facteurs. Elle se formule ainsi, :
{\displaystyle N_{Hab}=N_{s}\times P_{p}\times P_{i}\times P_{D}\times P_{M}\times P_{e}\times P_{B}\times P_{R}\times P_{A}\times P_{L}}
où :
- {\displaystyle N_{Hab}} est le nombre de planètes habitables pour l'homme ;

et :
- {\displaystyle N_{s}} est le nombre d'étoiles dont la masse est comprise entre 0,35 et 1,43 masse solaire ;
- {\displaystyle P_{p}} est la probabilité qu'une telle étoile possède des planètes en orbite ;
- {\displaystyle P_{i}} est la probabilité que l'inclinaison de l'axe d'une telle planète soit correcte au vu du demi-grand-axe de son orbite ;
- {\displaystyle P_{D}} est la probabilité qu'au moins une planète se situe dans la zone habitable de son étoile ;
- {\displaystyle P_{M}} est la probabilité que la planète ait une masse comprise entre 0,4 et 2,35 masses terrestres ;
- {\displaystyle P_{e}} est la probabilité que l’excentricité orbitale de la planète soit suffisamment faible ;
- {\displaystyle P_{B}} est la probabilité que la présence d'une seconde étoile n'ait pas rendu la planète inhabitable ;
- {\displaystyle P_{R}} est la probabilité que la période de rotation de la planète soit appropriée ;
- {\displaystyle P_{A}} est la probabilité que la planète ait un âge convenable ;
- {\displaystyle P_{L}} est la probabilité que, toutes ces conditions astrophysiques étant réunies, la vie se soit développée sur la planète.

Dole pose aussi {\displaystyle P_{Hab}=P_{p}\times P_{i}\times P_{D}\times P_{M}\times P_{e}\times P_{B}\times P_{R}\times P_{A}\times P_{L}} afin de réécrire l'équation :
{\displaystyle N_{Hab}=N_{s}\times P_{Hab}}.

## Estimation historique des paramètres
Dans Habitable Planets for Man, Dole propose une valeur numérique pour les facteurs de sa formule :
- {\displaystyle P_{p}=1.0} ;
- {\displaystyle P_{i}=0.81} ;
- {\displaystyle P_{D}} dépend du type spectral de l'étoile considérée ;
- {\displaystyle P_{M}=0.19} ;
- {\displaystyle P_{e}=0.94} ;
- {\displaystyle P_{B}=0.95} ;
- {\displaystyle P_{R}=0.9} ;
- {\displaystyle P_{A}} dépend aussi du type spectral de l'étoile considérée ;
- {\displaystyle P_{L}=1.0}.

Seuls {\displaystyle P_{D}} et {\displaystyle P_{A}} sont considérés comme dépendant des propriétés de l'étoile primaire, ce qui permet d'écrire :
{\displaystyle P_{Hab}=0.124\times P_{D}\times P_{A}}.